# Antonio María Esquivel
Antonio María Esquivel y Suárez de Urbina (Sevilla, 8 de marzo de 1806-Madrid, 9 de abril de 1857) fue un pintor español de temas románticos y retratista, padre de los también pintores Carlos María Esquivel y Rivas (1830-1867) y Vicente Esquivel.

## Biografía
Nació en Sevilla en 1806. De familia noble, se educó precariamente al morir su padre como héroe de la batalla de Bailén (1808). Con apenas 17 años y ya declarado liberal, sostuvo las armas contra la invasión francesa del duque de Angulema que acabó con el segundo régimen constitucional en 1823. Comenzó los estudios de pintura en la Real Escuela de Tres Nobles Artes de Sevilla. Allí se familiarizó con la técnica pictórica y el detallismo al estilo de Murillo. Se casó con Antonia Rivas o Ribas, de la que tuvo tres hijos: los pintores Carlos María y Vicente, y Julia. No recibía suficientes encargos en Sevilla para sostener a su familia, por lo que, en 1831, se trasladó a Madrid junto con su amigo, el también pintor sevillano José Gutiérrez de la Vega, y allí concursó en la Academia de San Fernando, siendo nombrado académico de mérito. En contacto con el ambiente intelectual madrileño de esos años, participó activamente en la fundación del Liceo Artístico y Literario en 1837, donde dio clases de Anatomía, asignatura que impartió también más tarde en la Academia de San Fernando.
En 1839, sufrió una enfermedad que le dejó prácticamente ciego, por lo que se sumió en una profunda depresión. Enterados sus compañeros y amigos poetas y artistas, sufragaron los costes de un tratamiento realizado por un oftalmólogo francés, gracias a la cual sanó y recuperó la visión. El artista, agradecido, pintó a sus amigos, poetas y pintores del Romanticismo. Como reconocimientos oficiales, recibió la placa del Sitio de Cádiz y fue nombrado comendador de la Orden de Isabel la Católica. En 1843 fue nombrado Pintor de cámara y en 1847 académico de San Fernando, siendo además miembro fundador de la Sociedad Protectora de Bellas Artes. Como teórico de la pintura, redactó un Tratado de Anatomía Pictórica (1848), cuyo original se guarda en el Museo del Prado. También escribió dos monografías («José Elbo» y «Herrera el Viejo», en El Artista, 1847) y cultivó la crítica de arte. Escribió sobre la pintura de historia (El Eco del Comercio, 1841) y sobre los nazarenos alemanes (El Corresponsal, 1842). Falleció en Madrid en 1857. 
Sus hijos Carlos María Esquivel (1830-1867) y Vicente Esquivel también fueron pintores.

## Conmemoración del bicentenario
En 2006, la Academia de Bellas Artes de Sevilla, en colaboración con la Fundación El Monte, realizó una muestra con 17 lienzos y dos dibujos, que compendian la obra de Esquivel.

## Obras destacadas
- Jacob bendice a Efraín y Manasés, 1832. Real Academia de Bellas Artes de San Fernando, Madrid.[6]
- Retrato de Capitán General Juan Ruiz de Apodaca, 1834. Museo Naval, Madrid.
- Retrato del Teniente General Luis María Balanzat de Orvay y Briones, 1834. Museo del Ejército.
- Transfiguración, 1837. Parroquia Matriz de El Salvador, Santa Cruz de La Palma.[7]
- Venus anadiomene, 1838. Museo del Prado.
- La caída de Luzbel, 1840. Museo del Prado.
- Retrato de su hija, 1841. Real Academia de Bellas Artes de San Fernando, Madrid.[8]
- El Salvador, 1842. Museo del Prado.
- San Miguel Arcángel, 1843. Museo de la Catedral de Ciudad Rodrigo, procedente del Seminario Diocesano San Cayetano.
- Retrato ecuestre del General Prim, 1844. Museo del Romanticismo, Madrid.
- Una lectura de Ventura de la Vega, 1845. Museo del Romanticismo, Madrid.
- Los poetas Contemporáneos o Lectura de José Zorrilla en el estudio del pintor, 1846. Museo del Prado, Madrid.[9]
- Retrato de Rafaela Flores Calderón, 1846. Museo del Prado, Madrid.
- La Campana de Huesca, 1850. Museo de Bellas Artes, Sevilla.
- José y la mujer de Putifar, 1854. Museo de Bellas Artes, Sevilla.
- La Virgen María, el niño Jesús y el Espíritu Santo con ángeles en el fondo, 1856. Museo del Prado.

### Galería

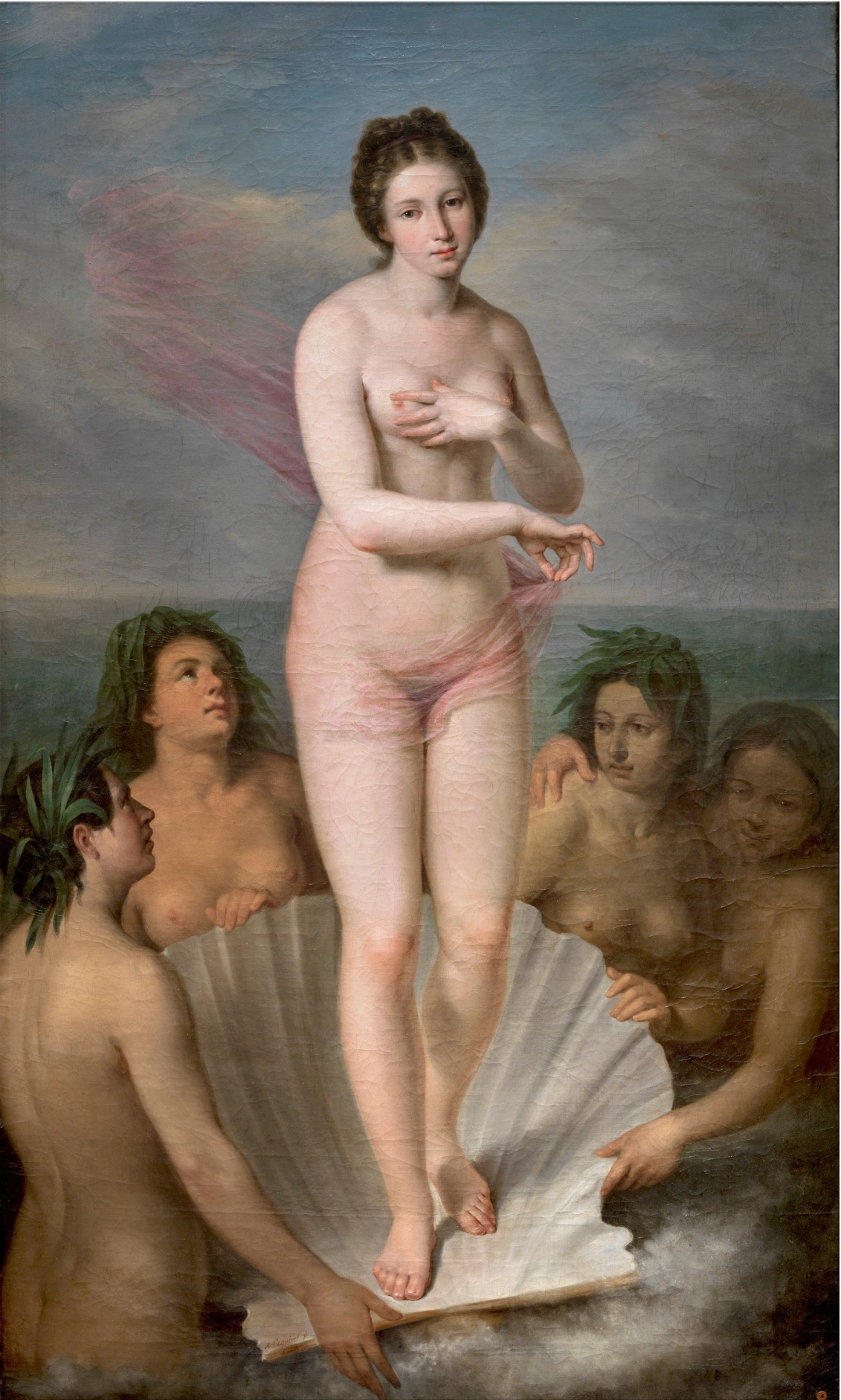
Venus anadiomene, 1838. Museo del Prado, Madrid.
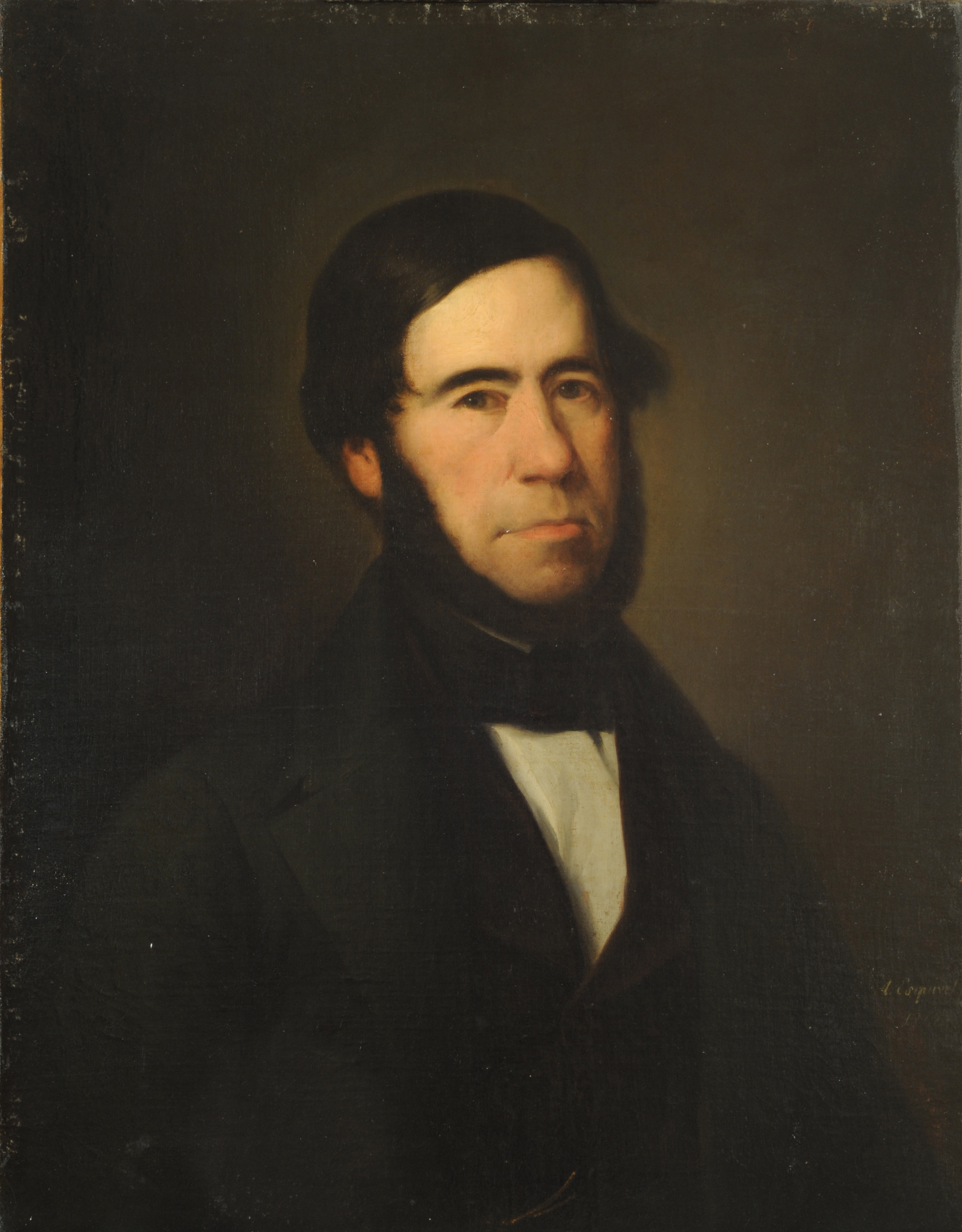
Retrato de Don Manuel José de Guerrico, 1842. Museo Nacional de Bellas Artes de Buenos Aires.
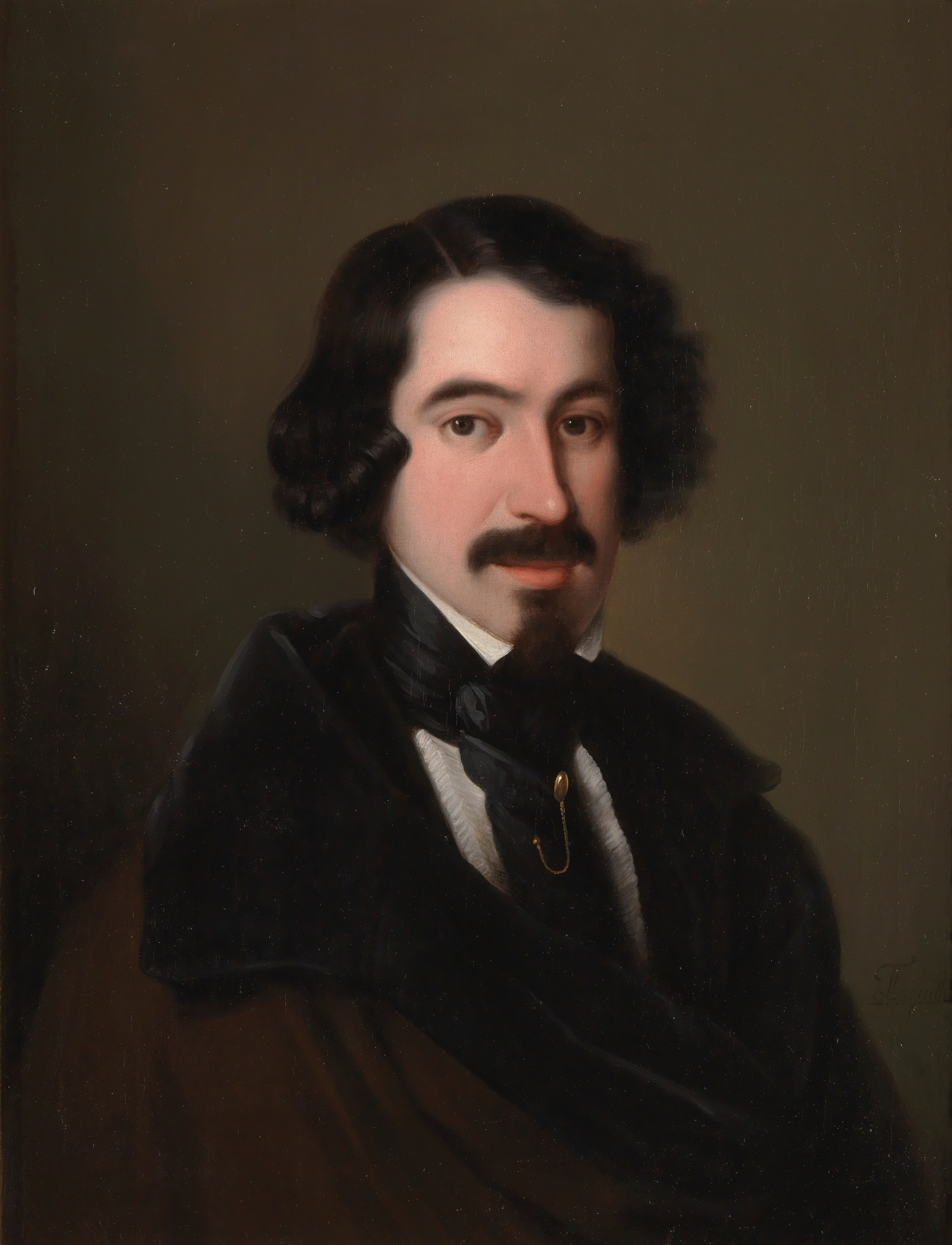
Retrato de José de Espronceda, ca. 1842-46. Museo del Prado, Madrid.
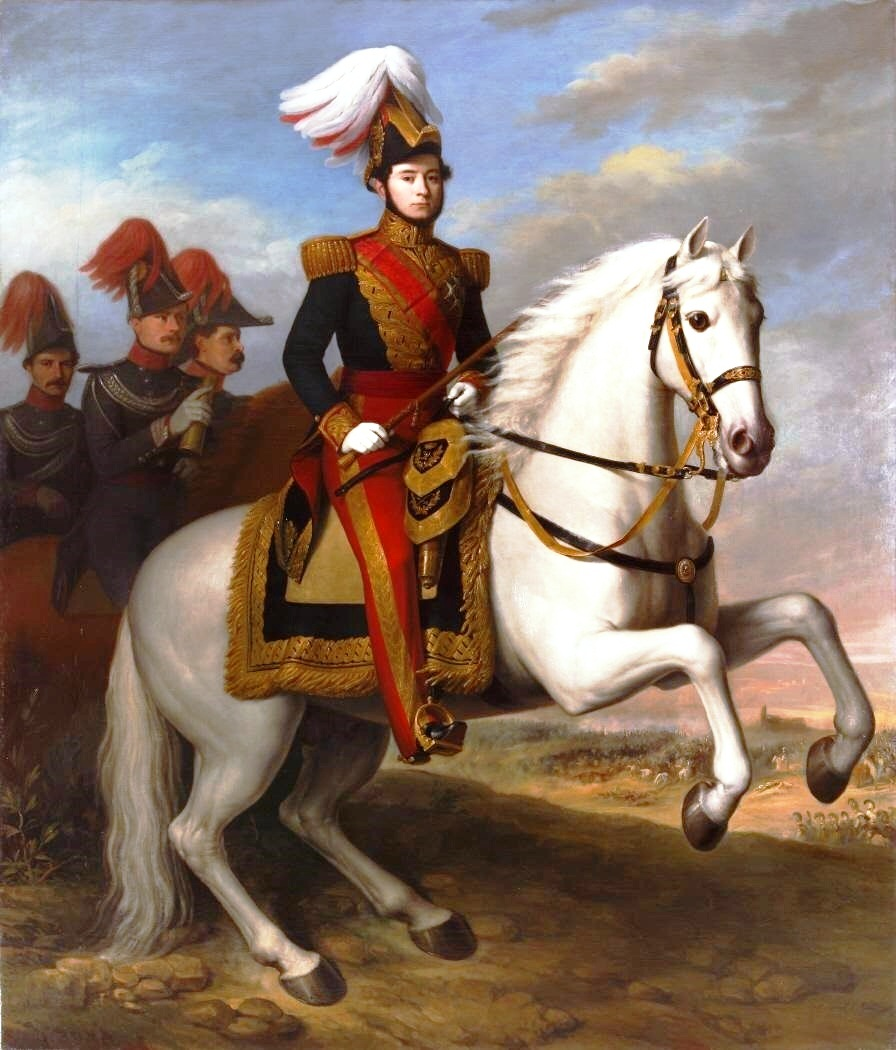
Retrato ecuestre del General Prim, 1844. Museo del Romanticismo, Madrid.
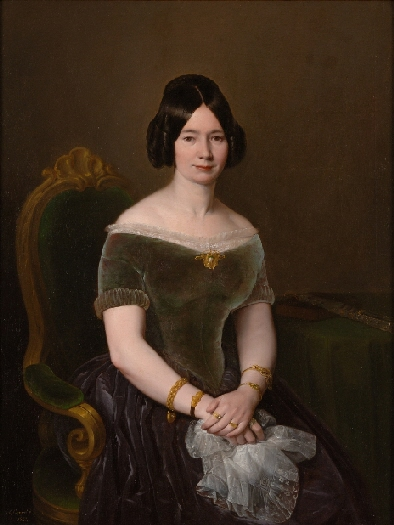
Retrato de Saturnina Moso Villanueva, 1845. Museo de Bellas Artes de Sevilla.
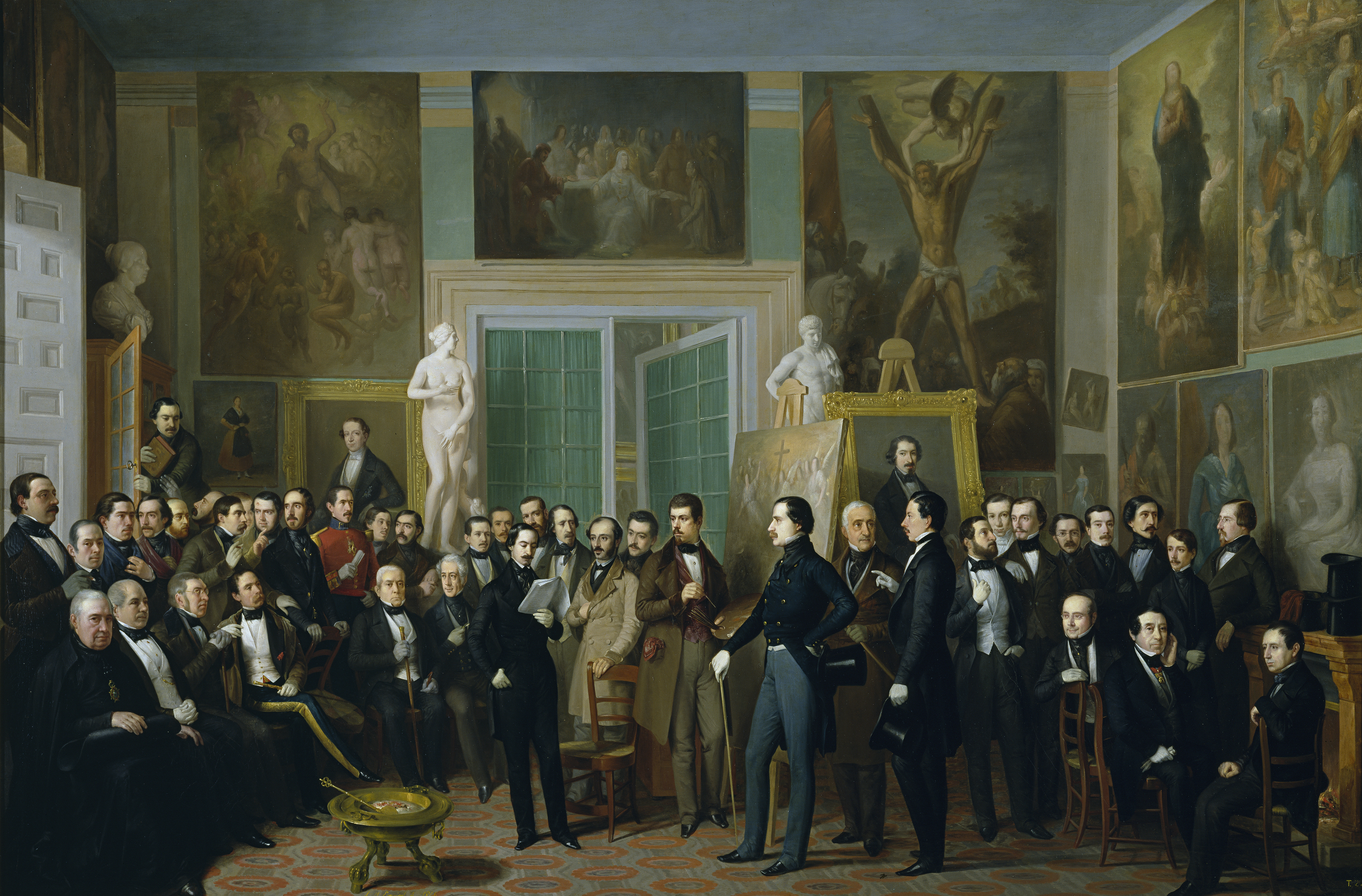
Los poetas contemporáneos. Una lectura de Zorrilla en el estudio del pintor, 1846. Museo del Prado, Madrid.